# Fuentelahiguera de Albatages
Fuentelahiguera de Albatages – gmina w Hiszpanii, w prowincji Guadalajara, w Kastylii-La Mancha, o powierzchni 52,41 km². W 2011 roku gmina liczyła 129 mieszkańców.